# Corpo perfeito
Em álgebra abstrata, um corpo perfeito é um corpo em que todo polinômio é separável.

## Motivação
Quando são estudados polinômios com coeficientes racionais, um resultado elementar é que, se o polinômio tem alguma raiz múltipla, então ele não é irreducível. Generalizando este conceito, um polinômio p(x) em um corpo qualquer K é dito separável se todos os seus fatores irreducíveis tem apenas raízes simples.
Um contra-exemplo, ou seja, um polinômio irreducível que tem raízes múltiplas, só pode ser obtido em corpos infinitos de característica p > 0.
Seja {\displaystyle K=\mathbb {Z} _{p}(y)\,} o corpo de frações dos polinômios com coeficientes no corpo finito {\displaystyle \mathbb {Z} _{p}=\mathbb {Z} /p\mathbb {Z} \,}. Então, no corpo {\displaystyle L=K(y^{p})\,}, o polinômio {\displaystyle p(x)=x^{p}-y^{p}\,} é irreducível, mas ele tem uma raiz, y, de multiplicidade p.